# Gieddoajvejávrátja
Gieddoajvejávrátja är en sjö i Jokkmokks kommun i Lappland och ingår i Luleälvens huvudavrinningsområde. Sjön har en area på 0,317 kvadratkilometer och ligger 922,1 meter över havet. Gieddoajvejávrátja ligger i Padjelanta Natura 2000-område.

## Delavrinningsområde
Gieddoajvejávrátja ingår i det delavrinningsområde (745845-155528) som SMHI kallar för Inloppet i Tarraluoppal. Medelhöjden är 960 meter över havet och ytan är 25,4 kvadratkilometer. Räknas de 6 avrinningsområdena uppströms in blir den ackumulerade arean 70,6 kvadratkilometer. Darreädno som avvattnar avrinningsområdet har biflödesordning 2, vilket innebär att vattnet flödar genom totalt 2 vattendrag (Lilla Luleälv, Luleälven) innan det når havet efter 348 kilometer. Avrinningsområdet består mestadels av kalfjäll (93 procent). Avrinningsområdet har 1,37 kvadratkilometer vattenytor vilket ger det en sjöprocent på 5,4 procent.